# Chemillé-sur-Indrois
Chemillé-sur-Indrois ist eine Gemeinde im französischen Département Indre-et-Loire in der Region Centre-Val de Loire. Sie gehört zum Arrondissement Loches und zum Kanton Loches. 

## Geographie
Der Ort liegt am Fluss Indrois, der hier zum Plan d’Eau de Chemillé aufgestaut ist. An der östlichen Gemeindegrenze mündet der Olivet in den Indrois.
Die Gemeinde grenzt im Westen und im Norden an Genillé, im Nordosten an Beaumont-Village, im Osten an Montrésor, im Südosten an Villeloin-Coulangé, im Süden an Loché-sur-Indrois und im Südwesten an Sennevières.

## Bevölkerungsentwicklung
| Jahr      | 1962 | 1968 | 1975 | 1982 | 1990 | 1999 | 2008 | 2017 |
| --------- | ---- | ---- | ---- | ---- | ---- | ---- | ---- | ---- |
| Einwohner | 387  | 339  | 273  | 250  | 207  | 197  | 218  | 222  |

## Sehenswürdigkeiten
- Chartreuse Saint-Jean du Liget
  - Kapelle Saint-Jean-du-Liget in Sennevières
  - Hochburg „Corroirie du Liget“, Monument historique
- Kirche Saint-Vincent

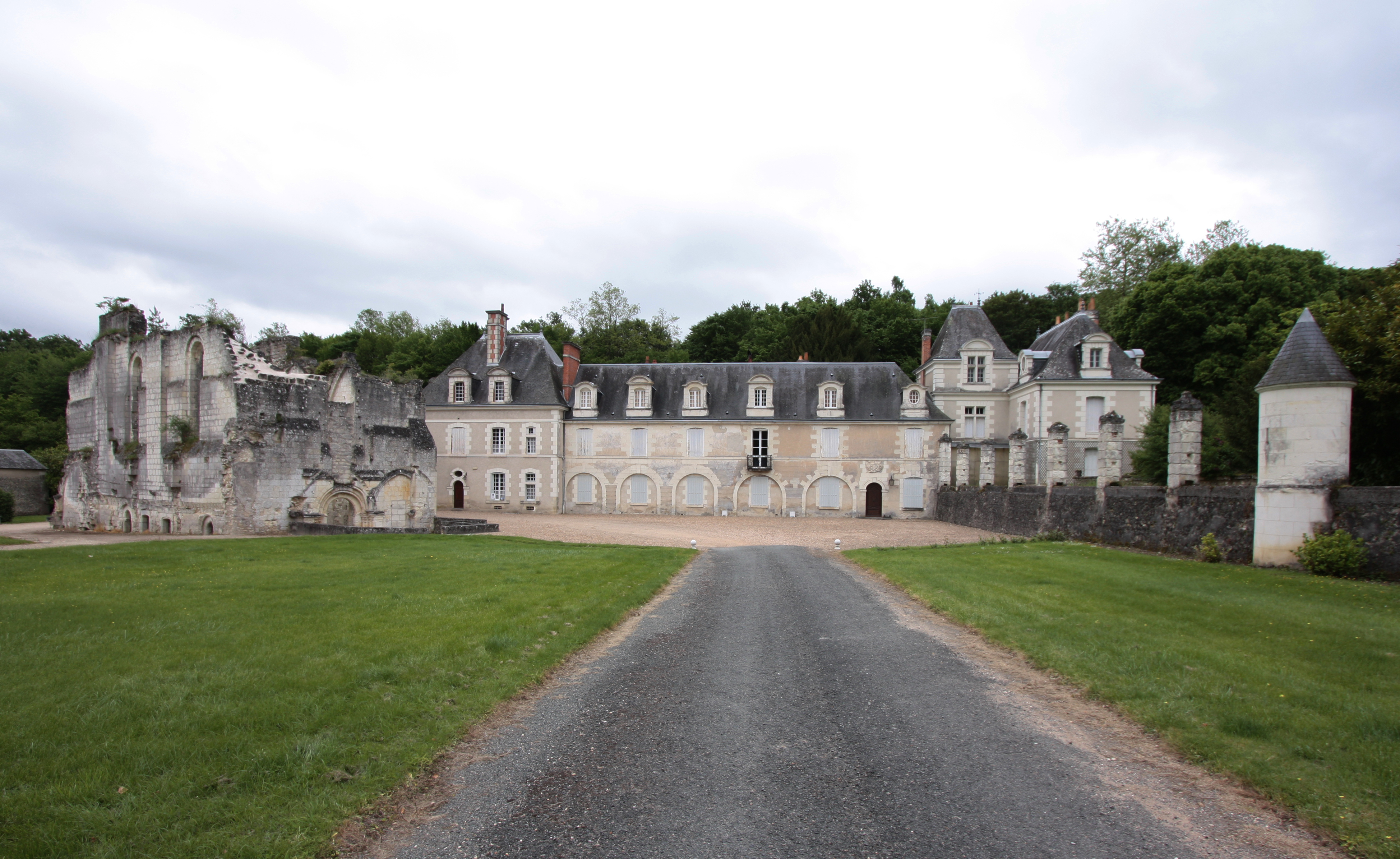
Kartause Liget
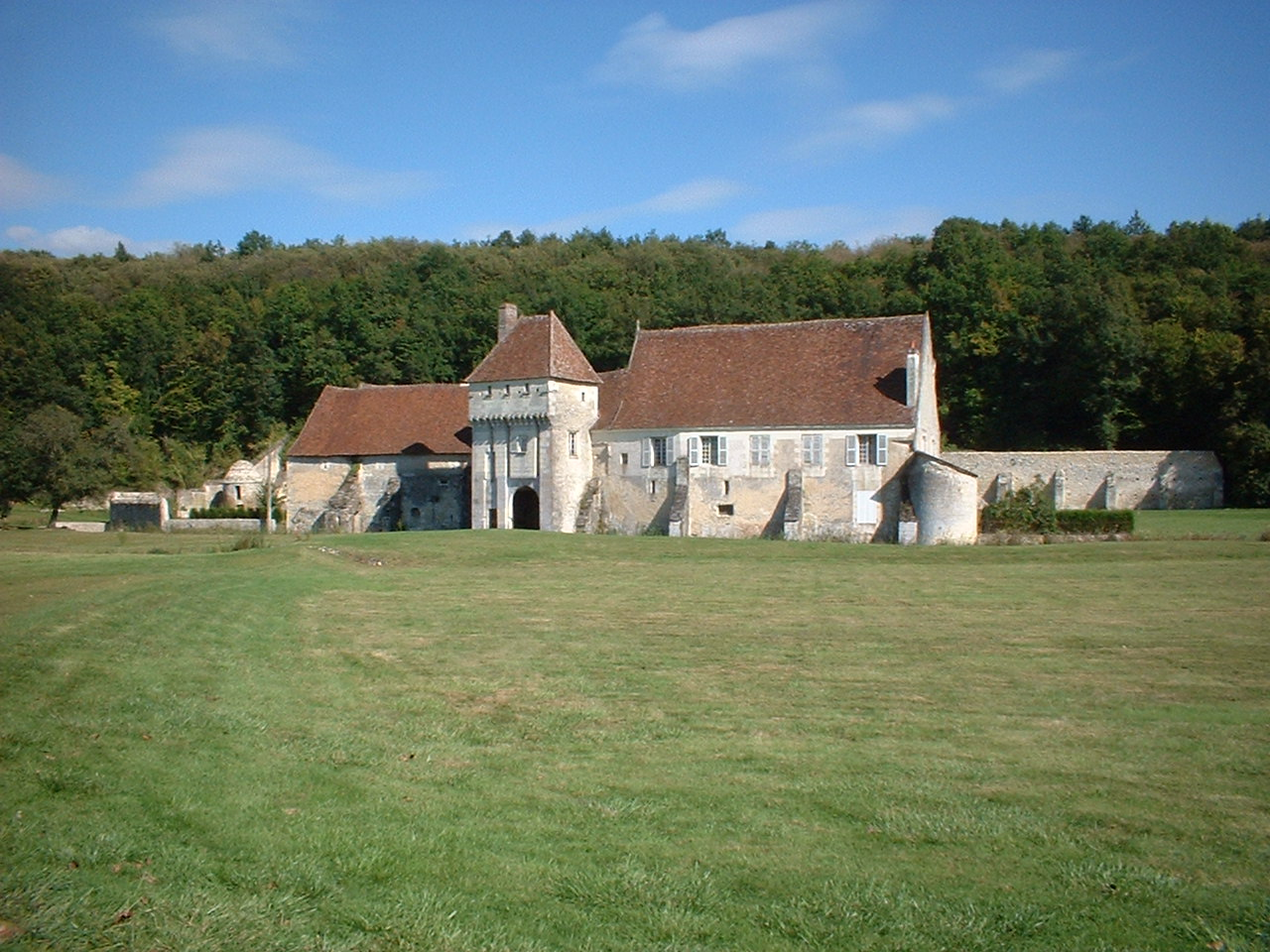
Corroirie du Liget
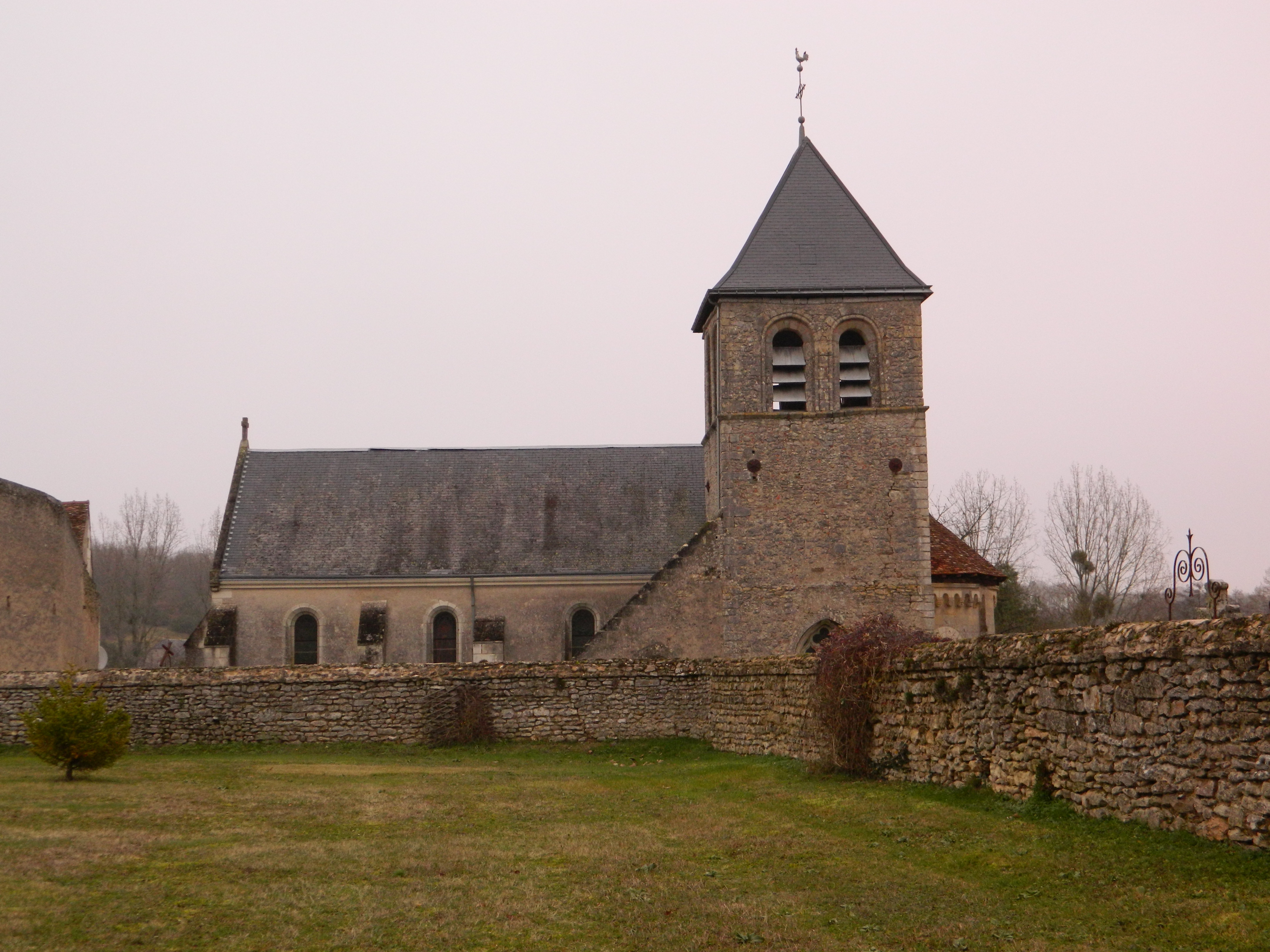
Kirche Saint-Vincent
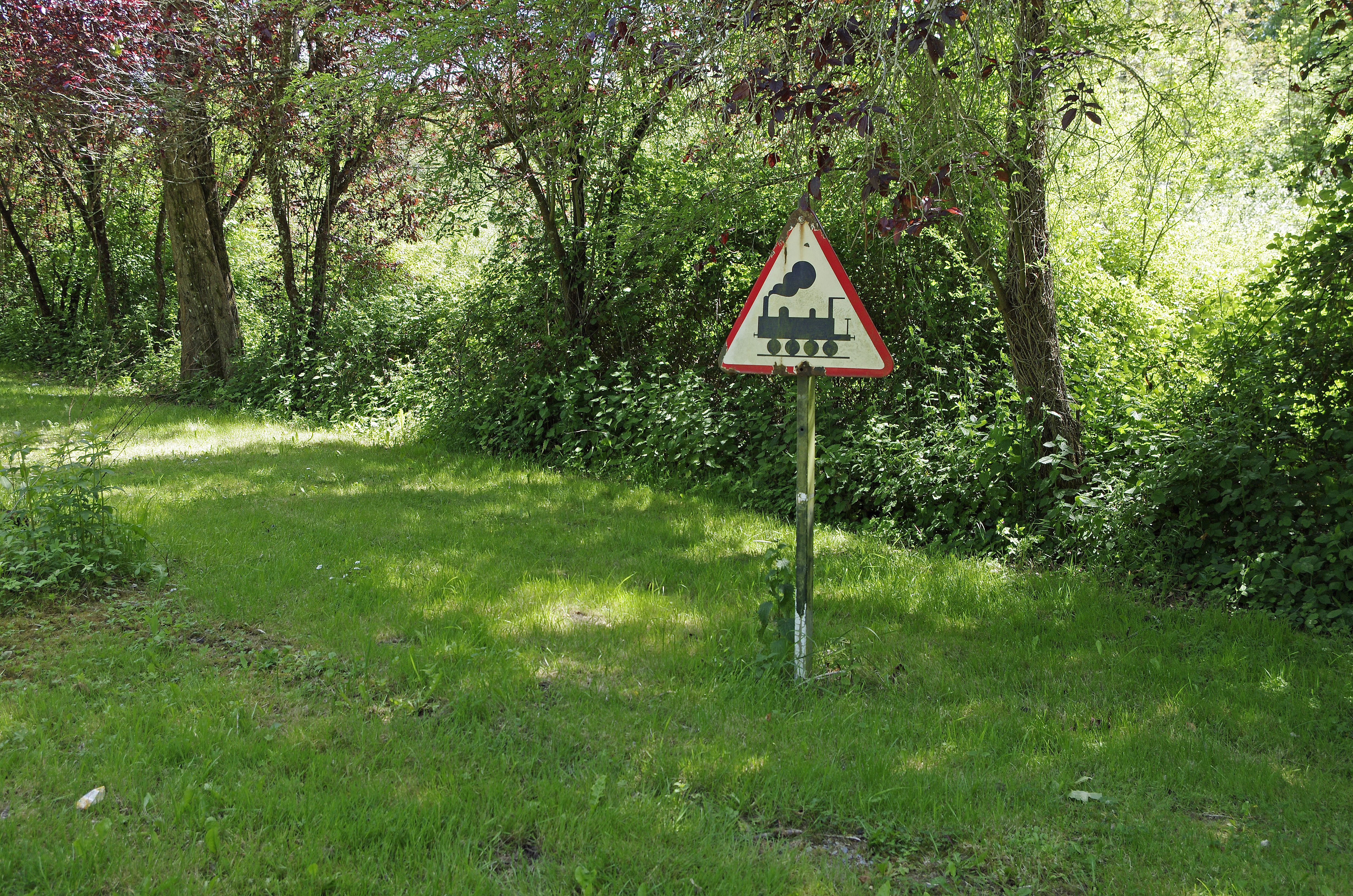
Diese Tafel an der Grenze zu Montrésor zeugt von einer vormaligen Eisenbahnlinie.
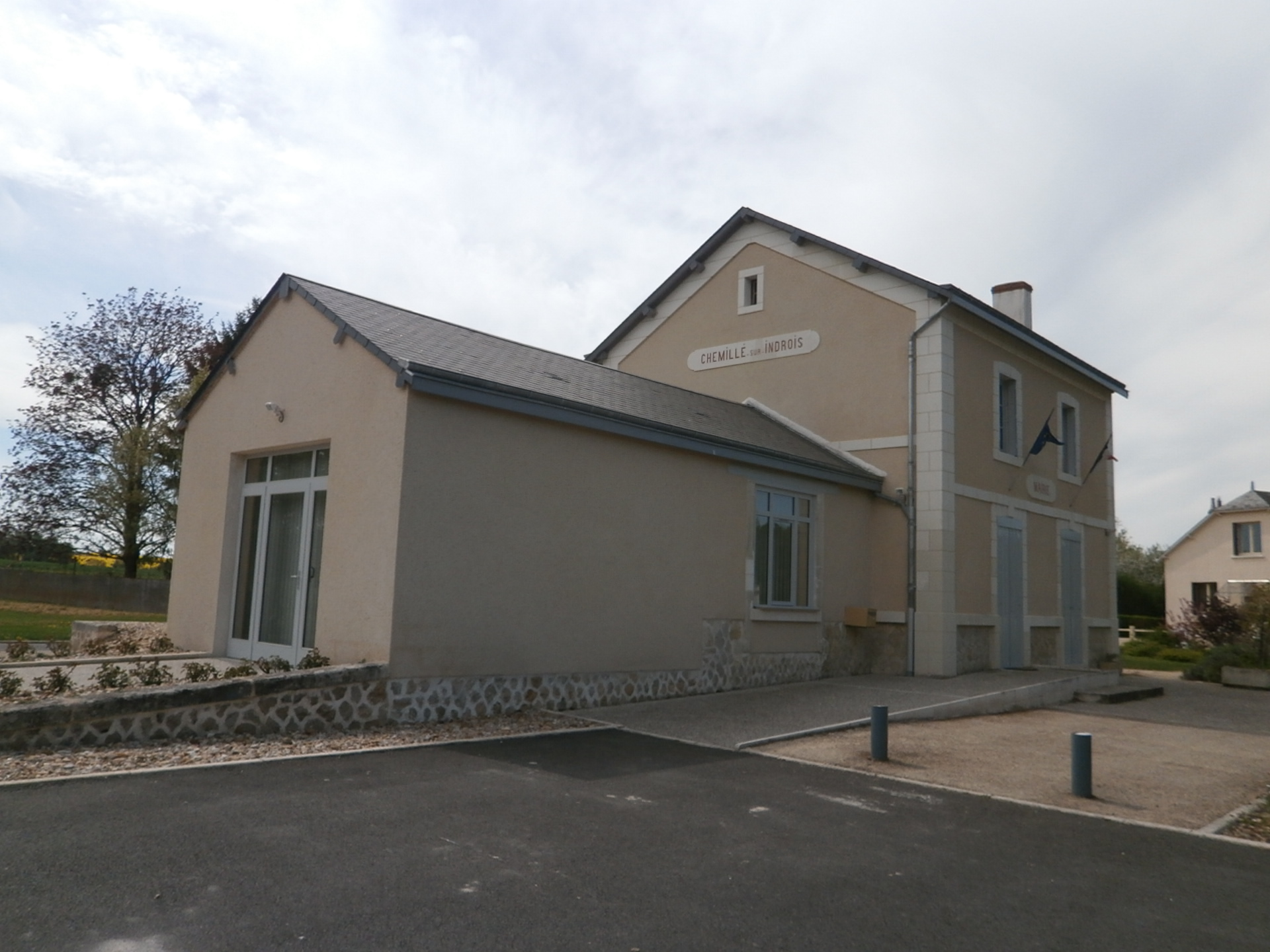
Mairie Chemillé-sur-Indrois, ehemaliges Bahnhofsgebäude